# Frits Bolkestein

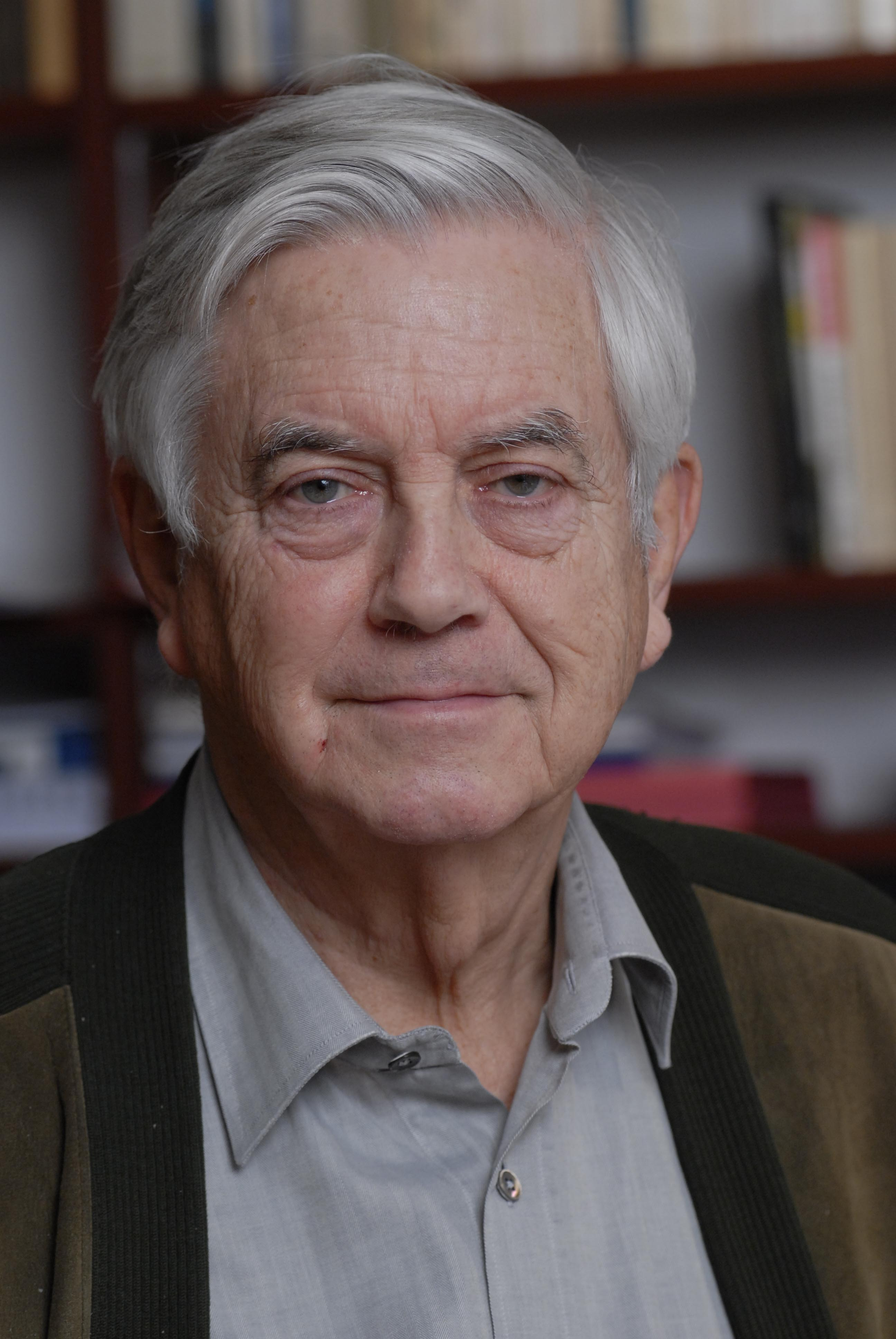
Frits Bolkestein im Jahr 2007

Frederik „Frits“ Bolkestein (* 4. April 1933 in Amsterdam; † 17. Februar 2025 in Laren) war ein niederländischer Politiker (VVD). Er war von 1999 bis 2004 EU-Kommissar und lieferte 2004 den vieldiskutierten Entwurf der Europäischen Dienstleistungsrichtlinie (auch vielfach „Bolkestein-Richtlinie“).

## Leben und Beruf

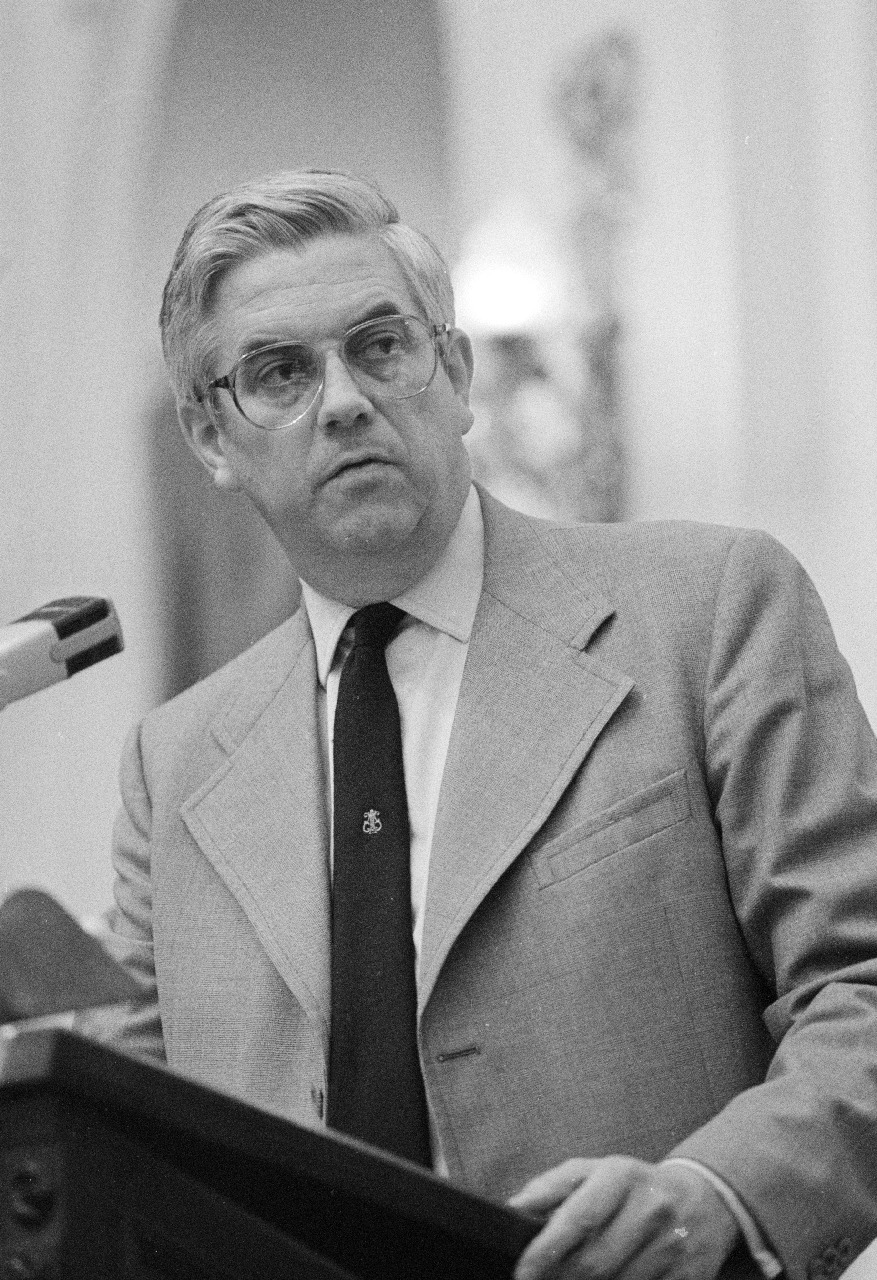
Frits Bolkestein 1980 in der Zweiten Kammer

Sein Großvater war der Minister Gerrit Bolkestein. Nach dem Abitur studierte Frits Bolkestein Mathematik und Physik an der Universität Amsterdam und in den USA, anschließend Philosophie und Griechisch, ebenfalls in Amsterdam. Zwischen 1960 und 1976 arbeitete Bolkestein für das Chemie-Unternehmen Shell. Hier war er als Manager in verschiedenen Positionen im Außendienst tätig, unter anderem in Afrika, Indonesien, Honduras, El Salvador, Großbritannien und Frankreich. Dort war er für drei Jahre Vorstandsmitglied der Shell Chemie in Paris. Zu Beginn seiner Karriere bei Shell studierte er auch Rechtswissenschaften an der Universität Leiden und Wirtschaftswissenschaften an der London School of Economics and Political Science.
Bolkestein war verheiratet und hatte drei Kinder. Er starb am 17. Februar 2025 im Rosa Spier Huis in Laren im Alter von 91 Jahren.

## Partei
Bolkestein war von 1978 bis 1999 Abgeordneter der Liberalen (VVD) im niederländischen Parlament, von 1982 bis 1986 Handelsminister der Niederlande und 1988 bis 1989 Verteidigungsminister. Von 1990 bis 1998 war er Fraktionsvorsitzender der VVD im niederländischen Parlament. Er galt als Vertreter des rechten Flügels.
Von 1996 bis 1999 war er Präsident der Liberalen Internationale. Außerdem war er Berater der Mont Pelerin Society.
In der EU-Kommission Prodi war er für den Binnenmarkt, Steuern und Zollunion zuständig.

## Politische Aktivitäten
Als letzte bedeutende Amtshandlung legte er 2004 den Entwurf einer Europäischen Dienstleistungsrichtlinie (auch vielfach „Bolkestein-Richtlinie“) vor.
Größere Aufmerksamkeit im Netz erlangte er durch sein uneingeschränktes Eintreten für Softwarepatentierung und einen Verhandlungstrick am 18. Mai 2004 im EU-Ministerrat. Bolkestein präsentierte seine Kürzung eines deutschen Änderungsvorschlags als „abgeändert in leicht technischer Weise“. In der von ihm präsentierten Fassung wurden aber nur noch die Wörter „neu und“ eingefügt.
Im Jahr 2002 nahm er an der 50. Bilderberg-Konferenz in Chantilly, Virginia teil.

## Privatleben
Bolkestein heiratete 1960 die Schottin Angusina Henderson Couper, mit der er drei Kinder hatte – von denen sein Sohn Nico 2009 mit 48 Jahren vor der Küste von Scheveningen an einer akuten Herzrhythmusstörung starb. Bolkesteins Frau starb 1984 im Alter von 47 Jahren an einer Tropenkrankheit. Im November 1988 heiratete er in Frankreich die Schauspielerin Femke Boersma, eine ehemalige Schulfreundin von ihm. Sein Cousin (Cousin) Martijn Bolkestein war 2020 und 2021 Abgeordneter für die VVD.